# Кабанас, Рикардо
Рика́рдо Каба́нас Рей (галис. Ricardo Cabanas Rey; 17 января 1979, Цюрих, Швейцария) — швейцарский футболист, центральный полузащитник.

## Клубная карьера
Имеет галисийское происхождение. Начал карьеру в клубе «Грассхоппер» из Цюриха и играл там в течение нескольких сезонов, выиграв два титула лиги, до перехода в «Кёльн». В течение периода игры за «Грассхоппер», один из сезонов он провёл в аренде во французском клубе «Генгам».
В июне 2007 года «Кёльн» объявил, что Кабанас вернётся в свой предыдущий клуб «Грассхоппер».

## Международная карьера
Кабанас является игроком сборной Швейцарии и вызывался в сборную для участия в ЧМ-2006 и ЧЕ-2008. Он также играл в неофициальных матчах за сборную Галисии против сборной Ирана и сборной Уругвая.

## Личная жизнь
Его отец, которого тоже зовут Рикардо Кабанас, играл за «Беллинцону» и «Кринс» в сезоне 1980—1981. Его брат, Кристиан Кабанас Рей, также играл в профессиональной футбольной лиге. Его кузен, Рауль Кабанас играл вместе с Рикардо в «Грассхоппере».
Женат на Деби, у них двое детей.